# Khoái Việt
Khoái Việt (chữ Hán: 蒯越; ?-214), tên tự là Dị Độ (異度), là mưu sĩ của quân phiệt Lưu Biểu và Lưu Tông thời Tam Quốc trong lịch sử Trung Quốc.

## Thân thế
Khoái Việt là người huyện Trung Lư, quận Nam thuộc Kinh châu, là em của Khoái Lương. Theo sách Phó Tử, ông là dòng dõi của danh sĩ Khoái Triệt thời Hán Sở. Anh em họ Khoái là hào tộc ở Kinh châu, có uy tín với người dân trong vùng.

## Dưới quyền Hà Tiến
Khoái Việt nổi tiếng là người có mưu trí từ khi còn trẻ. Thời Hán Linh Đế, ngoại thích Đại tướng quân Hà Tiến nghe danh tiếng ông, bèn gọi về làm Đông tào duyện. Thời Hán Thiếu Đế, Hà Tiến mâu thuẫn với hoạn quan, Khoái Việt khuyên Hà Tiến hãy giết các hoạn quan, nhưng Tiến do dự không quyết.
Khoái Việt biết Hà Tiến tất thất bại, bèn xin ra làm Nhữ Dương Lệnh, được Hà Tiến đồng ý. Không lâu sau Hà Tiến bị hoạn quan giết chết.

## Giúp Lưu Biểu
Năm 190, Lưu Biểu vâng lệnh Đổng Trác (nhân danh Hán Hiến Đế) đến nhậm chức Thứ sử Kinh châu (thay Vương Duệ vừa bị giết) trong lúc chiến tranh quân phiệt nổ ra ác liệt: hai chư hầu chống Đổng Trác là Tôn Kiên và Viên Thuật đang chiếm giữ thủ phủ Kinh châu là quận Nam Dương. Nhiều lực lượng địa phương không thần phục nổi lên khắp nơi nhân có chiến tranh quân phiệt.
Trước tình thế khó khăn đó, Lưu Biểu đã tìm đến nhà Khoái Việt và Khoái Lương đề nghị hỗ trợ. Trước sự thỉnh cầu của Lưu Biểu, Khoái Việt đề xuất đường lối vừa cương vừa nhu để đối phó với tình hình. Theo ý kiến của Khoái Việt, Lưu Biểu phải giải quyết Viên Thuật và các "tông tặc" trong vùng, đó là những dòng họ có thế lực tổ chức thành các lực lượng vũ trang vô chính phủ.
Khoái Việt hiến kế cho Lưu Biểu:
Nên phân biệt đối xử với các "tông tặc", với người bình thường thì cư xử bằng nhân nghĩa, với kẻ cố tình làm loạn thì dùng quyền mưu; điều cốt yếu là được lòng dân. Công Lộ (Viên Thuật) kiêu ngạo nhưng vô mưu, còn tông tặc thì đông và tham bạo. Nên ra tay dẹp tông tặc trước; dùng người tài năng diệt kẻ vô đạo. Sứ quân uy đức có đủ, mọi người sẽ theo. Khi đó sứ quân nam chiến Giang Lăng, bắc giữ Tương Dương, từ đó có thể truyền hịch mà đánh cả bảy quận Kinh châu. Lúc đó dù Công Lộ có đến cũng chẳng làm được gì
Theo kế sách của Khoái Việt, Lưu Biểu sai Khoái Việt đứng ra triệu tập 15 kẻ đứng đầu tông tặc làm loạn trong vùng tới, nhất loạt chém đầu. Những người thuộc hạ của các hào trưởng đều sợ hãi xin quy phục. Nhân dân Kinh châu số đông tới hưởng ứng Lưu Biểu. Từ đó đại bộ phận Kinh châu theo về Lưu Biểu, có công rất lớn của anh em họ Khoái. Lưu Biểu phong ông làm Thái thú Chương Lăng, tước Phàn đình hầu.

## Bỏ Lưu Tông
Năm 208, Lưu Biểu mất, con thứ là Lưu Tông mới hơn 10 tuổi lên kế vị làm Châu mục Kinh châu.
Tào Tháo khởi đại quân xuống đánh Kinh châu. Trước thế mạnh của quân Tào, Khoái Việt cùng các tướng Sái Mạo, Phó Tốn khuyên Lưu Tông đầu hàng. Lưu Tông nghe theo, quyết định đầu hàng Tào Tháo.
Sau khi thu nhận Kinh châu, Tào Tháo nói rằng không mừng vì được Kinh châu mà chỉ mừng vì được Khoái Việt, phong ông làm Quang lộc huân (光祿勳).
Khoái Việt phục vụ dưới quyền Tào Tháo. Sau đó ông mất vào năm 214, không rõ bao nhiêu tuổi.

## Các chức vụ kinh qua
- Đông tào duyện (東曹掾)
- Huyện lệnh Nhữ Dương (汝陽縣令)
- Thái thú Giang Lăng (章陵太守)
- Phàn đình hầu (樊亭侯)
- Quang lộc huân (光祿勳)

## Trong Tam Quốc diễn nghĩa
Khoái Việt là nhân vật phụ trong tiểu thuyết Tam Quốc diễn nghĩa của La Quán Trung. Trong cuộc đấu tranh quyền lực giữa Lưu Kỳ và Lưu Tông, Khoái Việt tỏ ra là người trung lập. Sau này khi Lưu Biểu chết, ông trong số những người khuyên Lưu Tông đầu hàng Tào Tháo và được Tào Tháo rất ngưỡng mộ. Sau đó Tam Quốc diễn nghĩa không còn nhắc tới ông.